# دردار متطاول
دردار متطاول (الاسم العلمي: Ulmus elongata) هو نوع نباتي يتبع جنس الدردار من فصيلة الدردارية.